# Zakon močnejšega
Zakon močnejšega je preprosto naravno pravilo za reševanje sporov. Dva nasprotnika se pomerita v boju in volja trenutno močnejšega obvelja.
Zakon seveda izvira iz narave. Plenilci lovijo plen. Če ga ujamejo, ga smejo pojesti, in s tem ohraniti sebe in svoj rod pri življenju.
Pri ljudeh je spočetka bilo prav tako. Kasneje, z nastankom civilizacije, ko je dobrin bilo več, ko se jih je potrebovalo, se je začelo nasilno reševanje sporov omejevati. Postavila so se vnaprej dana pravila (pravna pravila); bolj ali manj pravična.